# Casa 2 de Tercui
La Casa 2 de Tercui és una obra de Tremp (Pallars Jussà) protegida com a Bé Cultural d'Interès Local.

## Descripció
Edifici construït entre mitgeres de planta baixa i dos pisos. De la seva façana principal en destaca la porta d'accés amb una gran arcada amb dovelles de notables dimensions i de factura relativament tosca. La clau o dovella central no presenta cap inscripció, ni relleu. Dels pisos superiors destaca la configuració monolítica d'algunes finestres, amb models clarament emmarcables en època medieval i l'empremta en el primer pis d'un gran arc, probablement pertanyent a una galeria.